# Каллистратов, Александр Дмитриевич
Алекса́ндр Дми́триевич Каллистра́тов (5 сентября 1906, Рославль, Смоленская губерния — 24 октября 1990, СССР) —
советский хозяйственный деятель, один из организаторов производства артиллерийского и ракетного вооружения в СССР. Полковник-инженер. Директор ленинградского завода «Арсенал» (1939—1942), директор завода № 88 (1942—1946), исполняющий обязанности начальника НИИ-88 (1946), директор ДСК-160 (1947—1959).

## Биография

### Детство
Александр Каллистратов родился 5 сентября 1906 года в городе Рославле Смоленской губернии, и вскоре после его рождения семья переехала в Гжатск.
В двухлетнем возрасте потерял отца и остался с матерью и сестрой. От недостатка средств в семье начал работать с 14 лет: продавал билеты в народном доме; будучи самоучкой, играл на аккордеоне и струнных инструментах, руководил музыкальными кружками. Для спасения брата и сестры от голода 1920 года их приняли два детских дома, где Александр работал садовником, столяром и плотником в мастерских детдома, ухаживал за лошадьми. Впервые увидев в Гжатске самолёт, мальчик решил заняться техникой.

### Приезд в Ленинград, работа на заводе «Большевик», учёба
Один год Александр Каллистратов служил в Красной Армии в IV корпусном артиллерийском полку. После окончания службы по приглашению приятеля, служившего в Ленинграде на военном корабле, поехал в Ленинград, но с ушедшим в море по тревоге приятелем не встретился. На бирже труда был направлен на завод «Большевик» и получил место в общежитии.
Благодаря безупречной работе на заводе получил возможность учиться в Ленинградском механическом институте (отраслевом вузе Ленинградского политехнического института). После второго курса института проходил практику на строительстве Горьковского автомобильного завода под руководством американских специалистов. Получил предложение остаться на заводе начальником цеха, но благодаря своему личному желанию и письму из Политехнического института вернулся в Ленинград для завершения учёбы в институте. Через год в числе лучших студентов был направлен в Ленинградскую военно-артиллерийскую академию, которую окончил военным инженером-артиллеристом.

### Работа инженером-конструктором в ОКБ-43
После окончания академии с 1936 по 1939 год Каллистратов работал в особом конструкторском бюро ОКБ-43 Наркомата оборонной промышленности СССР инженером-конструктором, руководителем группы, начальником отдела и заместителем начальника бюро.

### Директор завода «Арсенал»
В 1939 году Александр Каллистратов в возрасте 33 лет был назначен директором артиллерийского завода № 7 («Арсенал»). Провёл на заводе техническую и организационную перестройку, в результате которой завод увеличил выпуск вооружения, тайно поставлявшегося, главным образом, Народному фронту в воюющую Испанию. За эту работу в 1939 году был награждён орденом Красной Звезды.
С началом Второй мировой войны на территории СССР Каллистратов, как директор завода, был назначен членом Ленинградского совета обороны, в котором познакомился со многими директорами других ленинградских заводов, в том числе с директором завода «Большевик» Дмитрием Устиновым. Это знакомство сыграло большую роль в дальнейшей судьбе Каллистратова.
Для бесперебойной работы завода «Арсенал» во время блокады Ленинграда Каллистратов организовал систему недельного «профилактория»: каждую неделю на заводе по скользящему графику кормилась и ночевала группа рабочих. Специальные команды ночью прорывались на грузовиках через блокаду и привозили на завод еду. Для предотвращения цинги рабочие пили воду из бочек, в которых замачивались еловые ветки. От артобстрелов рабочие спасались в многоярусных подвалах «Арсенала», построенных при Петре I. Из хранившихся в нижних подвалах с петровского времени сёдел, стремян, упряжей варили клейстер, служивший основой баланды.
С формулировкой «за образцовое выполнение задания Правительства по выпуску вооружения и военных приборов» в начале января 1942 года Каллистратов был награждён орденом Трудового Красного Знамени.

### Директор завода № 88
В 1942 году с подачи Дмитрия Устинова с тремястами рабочими, мастерами и конструкторами завода «Арсенал» Александр Каллистратов переехал в город Калининград Московской области, где на базе эвакуированного на Урал завода № 8 развернул и возглавил производство артиллерийских систем на вновь созданном заводе № 88. Часть металлорежущих станков была получена из США по ленд-лизу. Нехватка рабочих рук пополнялась за счёт 12-13-летних учеников Мытищинского ремесленного училища. В 1944 году, когда завод работал на полную мощность, Каллистратов был награждён орденом Ленина и в 1945 году — за создание и выпуск новых образцов вооружения — орденом Отечественной войны I степени.
К концу 1944 года в условиях перепроизводства оружия Наркомат оборонной промышленности СССР принял решение перепрофилировать завод № 88 на выпуск чешских трамваев, но Каллистратов смог повлиять на отмену этого решения, и завод вскоре стал базой для развития ракетной техники. В 1946 году был образован НИИ-88, включивший в себя СКБ и завод № 88, а Каллистратов был назначен исполняющим обязанности его начальника. Чтобы расширить территорию завода, Каллистратов добился через Устинова вывода КБ Сухого с территории Калининграда.

### Директор ДСК-160
В 1947 году, несмотря на личную просьбу о возвращении на завод «Арсенал», Александр Каллистратов был назначен директором вновь строящегося деревообрабатывающего производства ДСК-160, изготавливавшего сборные дома для полярников, армии и жертв стихийных бедствий. Во время директорства Каллистратова при его творческом участии ДСК впервые в СССР начал выпускать древесно-стружечные плиты (ДСП). За успешную работу на ДСК-160 Каллистратов был награждён вторым орденом Трудового Красного Знамени.

### Болезнь, смерть
В 1959 году из-за атрофии зрительного нерва и катастрофического ухудшения зрения Александр Дмитриевич Каллистратов был вынужден уйти в отставку.
Умер 24 октября 1990 года, похоронен на Кавезинском кладбище в Московской области.

## Семья
- Дед — инвалид (потерял ногу) Крымской войны. Благодаря этому обстоятельству его внук, согласно указу Александра II, бесплатно учился в гимназии[1].
- Отец — начальник почтового ведомства[1].
- Дочь — Марина Александровна Филина (урождённая Каллистратова). Всю жизнь работала в Ракетно-космической корпорации «Энергия» имени С. П. Королёва[1][2]. Муж Филиной (она была его второй женой) — Борис Николаевич Филин, испытатель космической техники, участник космического пуска Юрия Гагарина[2].
  - Внук — Владимир Борисович Филин. 11 лет работал в Ракетно-космической корпорации «Энергия» имени С. П. Королёва[2].
- Сын — Виктор Александрович Каллистратов, действительный член Академии электротехнических наук РФ[2].

## Награды
- Орден Красной Звезды (1939)[1]
- Орден Трудового Красного Знамени (10 января 1942)[1]
- Медаль «За оборону Ленинграда» (22 декабря 1942)[1]
- Орден Ленина (5 августа 1944)[1]
- Орден Отечественной войны I степени (16 сентября 1945)[1]
- Медаль «За боевые заслуги» (1945)[1]
- Орден Трудового Красного Знамени[1]
- Орден Отечественной войны II степени (1985)[1][6]